# Zheng Xiaoying

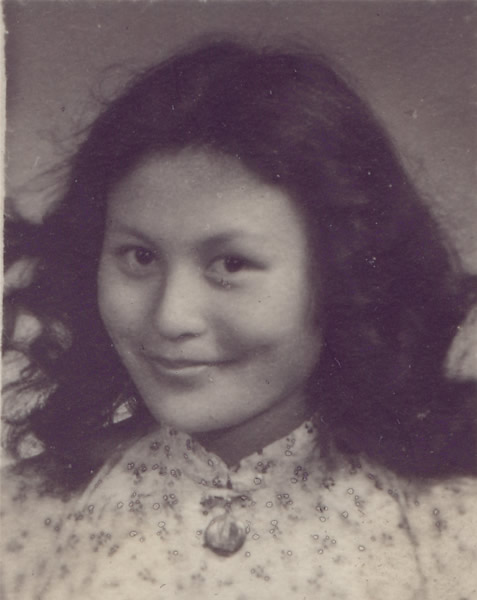
Zheng Xiaoying (1948)

Zheng Xiaoying (chinesisch 郑小瑛, Pinyin Zhèng Xiǎo Yīng, W.-G. Cheng Hsiao Ying; * 28. September 1929 in Yongding, Provinz Fujian) ist eine chinesische Dirigentin. Sie gilt als Chinas erste Frau in diesem Beruf.

## Leben
Zheng Xiaoying wuchs in einer Familie auf, die zur Bevölkerungsgruppe der Hakka gehört. Mit sechs Jahren erhielt sie ersten Klavierunterricht von ihrer Mutter und trat mit 14 erstmals öffentlich auf. 1947 besuchte sie das Ginling Women's College der Universität Nanking. Obwohl sie nach eigenen Angaben kein Parteimitglied war, wirkte sie danach auf Seiten der Revolution und war ab 1948 in der Provinz Henan als Leiterin einer 60-köpfigen Song and Dance Troupe tätig, mit der sie chinesische Opern einstudierte und erste Erfahrungen als Dirigentin machte. Ab 1952 studierte sie Komposition am Zentralen Musikkonservatorium Peking. Dort konnte sie 1955 einen Spezialkurs belegen, der von sowjetischen Dirigenten geleitet wurde.
Ab 1956 war sie selbst als Dozentin am Konservatorium tätig. 1960 bis 1963 setzte sie ihre Ausbildung am Moskauer Konservatorium fort, wo sie Dirigieren bei Nikolai Anossow, dem Vater von Gennadi Roschdestwenski, studierte. 1961 leitete sie dort ein Orchesterkonzert, das dem 12. Gründungsjahr der Volksrepublik China gewidmet war. 1962 dirigierte sie, als erste Chinesin am Pult eines auswärtigen Opernhauses, Puccinis Tosca am Moskauer Stanislawski- und Nemirowitsch-Dantschenko-Musiktheater. Zurück in China, arbeitete sie 1963 weiter als Dozentin am Konservatorium Peking. Es folgten die Jahre der Kulturrevolution (1966–1976), in denen „klassische westliche Musik“ verfemt war. Danach konnte sie ihre Lehrtätigkeit wieder aufnehmen und wirkte später als Dekanin des Fachbereichs Dirigieren am Konservatorium.
1977 wurde Zheng Xiaoying außerdem Chefdirigentin am China National Opera House (CNOH). Dort leitete sie einflussreiche Produktionen, u. a. Le nozze di Figaro, La traviata, Carmen und Madama Butterfly. Sie erweiterte das Repertoire des Hauses und wirkte dort bis 1991. In diesen Jahren erhielt sie einige  Auszeichnungen, 1981 wurde sie als Dirigentin vom Chinesischen Ministerium für Kultur geehrt, und 1985 bekam sie den Ordre des Arts et des Lettres verliehen. Nach ihrem Abschied von der Nationaloper gründete sie 1993 das Ai Yue Nu Orchestra, das erste Frauen-Sinfonieorchester in China, das sowohl westliche wie auch chinesische Musik spielte. Mit diesem Ensemble gastierte sie bei der United Nations Fourth World Conference on Women im September 1995 in Peking.
1997 zog sie nach Xiamen und rief dort ein nichtstaatliches Orchester ins Leben, das Xiamen Philharmonic Orchestra (XPO), das ab 1998 konzertierte. Aus einem Ensemble von anfänglich 30 Musikern schuf sie ein 80-köpfiges Orchester, mit dem sie bald auch außerhalb Chinas auftrat. 2006 war sie Künstlerische Leiterin der 4. World Choir Games. Mit dem XPO tourte sie 2007 durch Frankreich, Deutschland, Österreich und Italien. Dabei gastierte sie u. a. in der Berliner Philharmonie und führt dort als chinesischen Beitrag The Echoes of Tulou auf, eine Komposition für Orchester und Gesang von Liu Yuan über die von den Hakka errichteten Tulou-Rundbauten, die 2008 von der UNESCO ins Weltkulturerbe aufgenommen wurden. Als Fackelträgerin nahm sie an den Olympischen Sommerspielen 2008 in Peking teil.
Mit dem XPO unternahm sie auch Tourneen nach Japan, Kanada, USA und Russland, als Chefdirigentin und künstlerische Leiterin dieses Orchesters wirkte sie bis 2013. Die Chinesische Nationaloper verlieh ihr 2014 den Titel Ehrendirigentin auf Lebenszeit. Zheng Xiaoying ist auch im Bereich der Musikvermittlung tätig, hält Werkeinführungen und gibt Kurse über die Benimmregeln bei klassischen Konzerten.